# Gerardo Padilla
Gerardo Padilla Vallejo (* 23. března 1959) je bývalý mexický zápasník – judista.

## Sportovní kariéra
Patřil ke generaci mexických judistů, která výkonnostně vyrostla pod dohledem japonského instruktora Tomojoši Jamagučiho, působícího od šedesátých let dvacátého století v Ciudad de México. V mexické reprezentaci se prosadil již v 16 letech a v 17 letech sbíral první zkušenosti na olympijských hrách v Montrealu v roce 1976. Vrcholovou přípravu podstupoval převážně na kalifornských univerzitách ve Spojených státech. Na olympijské hry v Moskvě v roce 1980 se připravoval pod vedením amerického trenéra René Pommerelleho a další olympijský cyklus absolvoval na San José State University (SJSU) pod dohledem Yoshe Uchidy. Na své třetí olympijské hry v Los Angeles odjížděl s ambicemi na jednu z olympijských medailí, ale prohrál hned v úvodním kole na praporky (hantei) s Rumunem Constantinem Niculaem. Sportovní kariéru ukončil v roce 1987. Věnuje se trenérské a funkcionářské práci.

## Výsledky
| Turnaj                  | 1975           | 1976           | 1977           | 1978           | 1979           | 1980           | 1981           | 1982           | 1983           | 1984           |
| Turnaj                  | 16             | 17             | 18             | 19             | 20             | 21             | 22             | 23             | 24             | 25             |
| Turnaj                  | pololehká váha | pololehká váha | pololehká váha | pololehká váha | pololehká váha | pololehká váha | pololehká váha | pololehká váha | pololehká váha | pololehká váha |
| ----------------------- | -------------- | -------------- | -------------- | -------------- | -------------- | -------------- | -------------- | -------------- | -------------- | -------------- |
| Olympijské hry          |                | úč.            |                |                |                | úč.            |                |                |                | úč.            |
| Mistrovství světa       | úč.            |                |                |                | úč.            |                | úč.            |                | úč.            |                |
| Panamerické hry         | úč.            |                |                |                | 3.             |                |                |                | 1.             |                |
| Panamerické mistrovství |                | 1.             |                | ?              |                | ?              |                | ?              |                | 1.             |
| Středoamerické a k. hry |                |                |                | 2.             |                |                |                | —              |                |                |